# Discolomatídeos
Discolomatídeos (Discolomatidae) é uma família de besouros, na subordem Polyphaga.